# Mayday

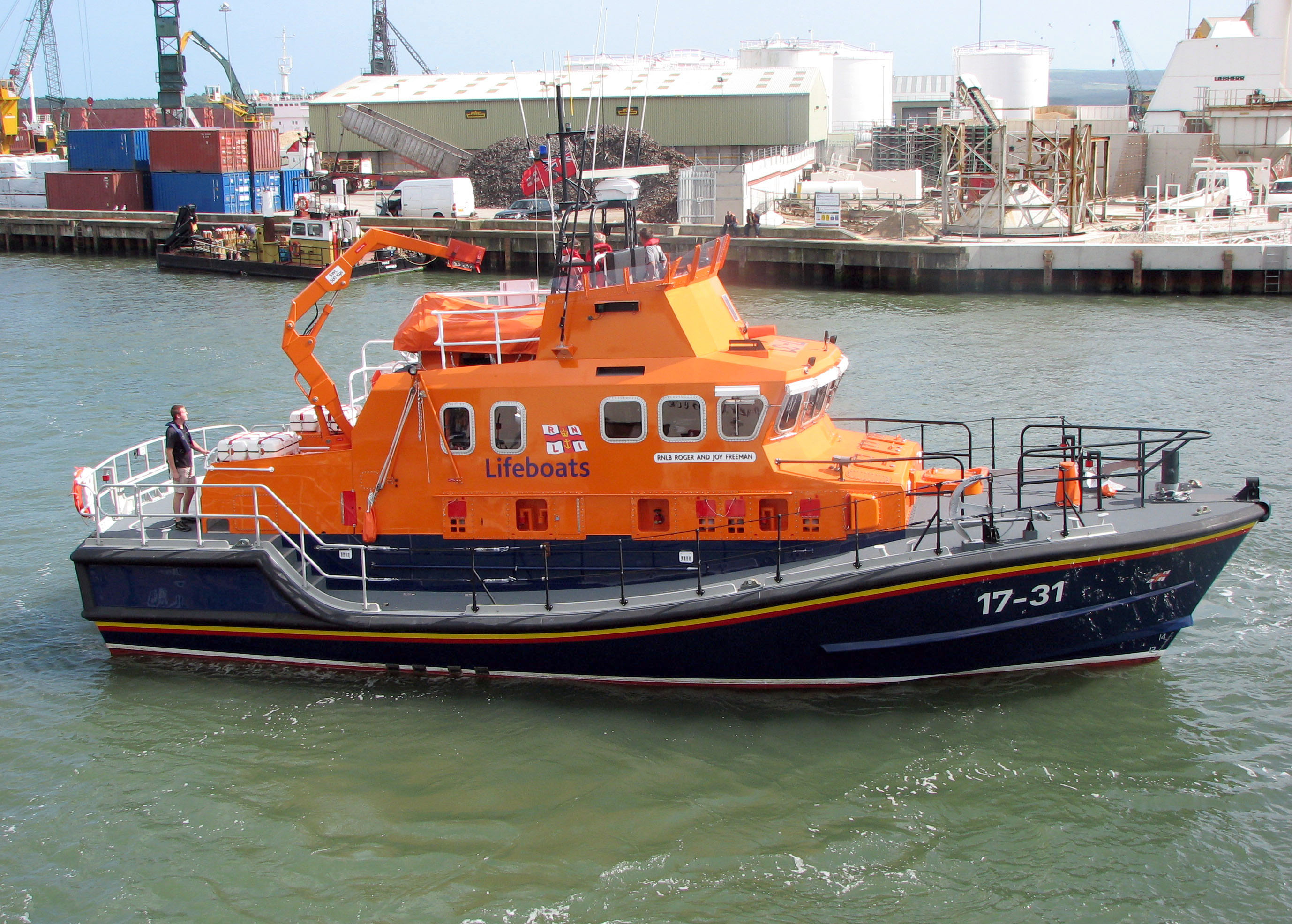
Un'imbarcazione specializzata per il soccorso

Il mayday () è un segnale utilizzato in radiofonia, da parte di un'imbarcazione o di un velivolo, per indicare un'immediata necessità e richiesta di aiuto. Il segnale internazionale di richiesta d'aiuto consiste nell'enunciazione della parola mayday per tre volte. L'origine del termine è da riscontrarsi nell'espressione francese «venez m'aider!» ("venite ad aiutarmi").

## Origine e uso
L'espressione fu proposta nel 1923 da Frederick Stanley Mockford presso l'aeroporto di Croydon (Londra), come deformazione anglofona dell'espressione francese "m'aider" ("aiutatemi"), per esser meglio compresa anche dai non francofoni, ed è in utilizzo dal 1927.
In caso d'emergenza, la trasmissione di questo particolare segnale è allo scopo di assicurare riconoscimento alla chiamata radiotelefonica d'emergenza da stazioni di ogni nazionalità. La parola "mayday" va usata solo a bordo di un'imbarcazione o di un velivolo in immediato pericolo di naufragio, di collisione e comunque in tutti i casi in cui sussista pericolo immediato di morte.
In ambiente marino il canale radio VHF utilizzato per le chiamate di soccorso è il numero 16, che non può essere usato per trasmissioni di altro tipo; sul canale 16 vige l'obbligo di eseguire trasmissioni di durata inferiore al minuto (in genere il traffico radio per il soccorso continua su altri canali) e di mantenere il silenzio radio per i primi tre minuti di ogni mezz'ora, allo scopo di annullare eventuali disturbi.
Esempio di una richiesta di soccorso: «MAYDAY, MAYDAY, MAYDAY, qui imbarcazione AZZURRA, alfa zulu zulu uniform romeo romeo alfa. Chiedo soccorso per falla su scafo. Nostra posizione 8,9960020, 38,7787252.»

## Altre espressioni per la richiesta di aiuto

### Mayday relay
Il mayday relay è una richiesta di soccorso indiretta, utilizzata quando si fa da tramite per chi ha effettivamente bisogno di aiuto. Può accadere, infatti, che in caso di emergenza si sia impossibilitati a lanciare il mayday, per esempio a causa della rottura dell'apparato radio VHF, per la poca portata dell'apparato stesso oppure in presenza di ostacoli naturali che bloccano la propagazione del segnale.
Ad esempio, il messaggio di emergenza lanciato da una piccola imbarcazione con un VHF portatile potrebbe non essere ricevuto dalle capitanerie di porto, in quanto esterne al raggio d'azione del trasmettitore. Una nave di passaggio, sentendo il mayday con apparati radio più potenti, può però fare da "ponte" e diffondere il mayday, proprio attraverso un mayday relay.
Esempio: «MAYDAY RELAY, MAYDAY RELAY, MAYDAY RELAY, qui nave ASTRA, alfa sierra tango romeo alfa, trasmettiamo richiesta di soccorso di imbarcazione AZZURRA, alfa zulu zulu uniform romeo romeo alfa, per falla su scafo. Loro posizione 44° 09' 23.64" latitudine Nord, 13° 55' 20.59" longitudine Est.»

### Securité
Il termine securité è utilizzato per trasmettere informazioni utili a terzi, al fine di segnalare possibili cause di pericolo.
Vengono segnalate con questo sistema tutte quelle situazioni che potrebbero generare danni ad altri velivoli o ad altre imbarcazioni, ad esempio relitti, onde anomale, tempeste oppure oggetti alla deriva, come grossi tronchi o container galleggianti.
Esempio: «SECURITÉ, SECURITÉ, SECURITÉ, qui imbarcazione AZZURRA, alfa zulu zulu uniform romeo romeo alfa. Avvistiamo grosso tronco galleggiante alla deriva in posizione 44° 09' 23.64" latitudine Nord, 13° 55' 20.59" longitudine Est.»

### Pan pan
La formula pan pan (dal francese "panne") si usa per richiedere un soccorso urgente ma in una situazione non grave e in cui non vi sia pericolo di vita imminente, ad esempio la richiesta di un rimorchio a causa dell'esaurimento del carburante.
Esempio: «PAN PAN, PAN PAN, PAN PAN, qui imbarcazione AZZURRA, alfa zulu zulu uniform romeo romeo alfa. Richiesta di rimorchio in porto più vicino causa esaurimento carburante. Nostra posizione 44° 09' 23.64" latitudine Nord, 13° 55' 20.59" longitudine Est.»